# Antonina Borísova
Antonina Geórgiyevna Borísova-Bekriásheva (translitera del cirílico Антонина Георгиевна Борисова (1903-1970) fue una profesora y botánica rusa.

## Biografía
Fue una botánica rusa especialista en hongos y en líquenes. Especializada en la Flora de las estepas y desiertos del Asia Central. Y destacada especialista en la familia Crassulaceae.
Llevan su abreviatura de autor, entre otras, las especies:
- Rhodiola arctica Boriss.= sin. de Rhodiola rosea (L.) (planta de la estepa rusa, que potencia el organismo, y en particular la actividad reproductiva). (Crassulaceae)
- Rhodiola rosea L. subsp. arctica (Boriss.) Á.Löve & D.Löve
- Rhodiola coccinea (Royle) Boriss. (Crassulaceae)
- Rhodiola heterodonta (Hook.f. & Thomson) Boriss. (Crassulaceae)
- Rhodiola iremelica Boriss. (Crassulaceae)
- Rhodiola komarovii Boriss. (Crassulaceae)
- Rhodiola linearifolia Boriss. (Crassulaceae)
- Rhodiola pamiroalaica Boriss. (Crassulaceae)
- Rhodiola pinnatifida Boriss. (Crassulaceae)
- Rhodiola recticaulis Boriss. (Crassulaceae)
- Hyssopus cuspidatus Boriss. (Lamiaceae)
- Hyssopus tianschanicus Boriss. (Lamiaceae)
- Astragalus inopinatus Boriss. (Fabaceae)

## Epónimos
Especies de cactus
- Sedum borissovae Balk.
- Sempervivum borissovae Wale 1946

## Obra
- Crassulaceae in Flora U.R.S.S. Boriss